# Centrolene pipilata
Centrolene pipilata es una especie de anfibio anuro de la familia de las ranas de cristal (Centrolenidae). Esta rana es endémica de la vertiente amazónica de los Andes ecuatorianos en las provincias de Napo y Sucumbíos, entre los 1300 y los 1910 metros de altitud. Habita junto a arroyos en zonas de bosque nublado. Se cree que pone sus huevos en hojas junto a los arroyos, y cuando eclosionan los renacuajos caen al agua donde se desarrollarán.
Es de color verde con motas de color amarillento y marcas verde oscuro en el dorso. Los machos muestran espinas humerales prominentes. Mide entre 19,6 y 23,6 mm siendo las hembras de ligeramente mayor tamaño.
Se considera en peligro crítico de extinción y puede que ya esté extinta. No se ha encontrado desde 1979. La principal amenaza a su conservación es la construcción de la presa y planta hidroeléctrica Coca Codo Sinclair que ha afectado toda su área de distribución conocida. Otras amenazas son la deforestación de sus bosques, las erupciones del volcán Reventador y el riesgo de rotura de los oleoductos que pasan por esa zona con el consecuente vertido de petróleo.